# Never Been Better Tour
Never Been Better Tour fue la cuarta gira musical del cantante británico Olly Murs para promocionar su cuarto álbum de estudio Never Been Better, de 2014.

## Acto de apertura
- Ella Eyre (Europa)

## Lista de canciones
1. «Did You Miss Me»
2. «Right Place Right Time»
3. «Why Do I Love You»
4. «Hey You Beautiful»
5. «Hand On Heart»
6. «Never Been Better»
7. «Seasons»
8. «Thinking of Me / Busy / Please Don’t Let Me Go»
9. «Oh My Goodness»
10. «Hop You Got What You Came For»
11. «Heart Skips a Beat»
12. «Up» (con Ella Eyre)
13. «Dance With Me Tonight»
14. «Let Me In»
15. «Dear Darlin'»
16. «Uptown Funk» (cover)
17. «One of These Days»
18. «Beautiful To Me»
19. «Troublemaker»

Encore
1. «Nothing Without You»
2. «Wrapped Up»

## Fechas
| Día                  | Ciudad              | País         | Lugar                                   | Acto de Apertura |
| Europa               | Europa              | Europa       | Europa                                  | Europa           |
| -------------------- | ------------------- | ------------ | --------------------------------------- | ---------------- |
| 31 de marzo de 2015  | Sheffield           | Reino Unido  | Motorpoint Arena Sheffield              | Ella Eyre        |
| 1 de abril de 2015   | Sheffield           | Reino Unido  | Motorpoint Arena Sheffield              | Ella Eyre        |
| 3 de abril de 2015   | Cardiff             | Reino Unido  | Motorpoint Arena Cardiff                | Ella Eyre        |
| 4 de abril de 2015   | Cardiff             | Reino Unido  | Motorpoint Arena Cardiff                | Ella Eyre        |
| 7 de abril de 2015   | Belfast             | Reino Unido  | Odyssey Arena                           | Ella Eyre        |
| 8 de abril de 2015   | Belfast             | Reino Unido  | Odyssey Arena                           | Ella Eyre        |
| 10 de abril de 2015  | Dublín              | Irlanda      | The O2                                  | Ella Eyre        |
| 11 de abril de 2015  | Dublín              | Irlanda      | The O2                                  | Ella Eyre        |
| 12 de abril de 2015  | Dublín              | Irlanda      | The O2                                  | Ella Eyre        |
| 14 de abril de 2015  | Glasgow             | Reino Unido  | The Hydro                               | Ella Eyre        |
| 15 de abril de 2015  | Glasgow             | Reino Unido  | The Hydro                               | Ella Eyre        |
| 16 de abril de 2015  | Glasgow             | Reino Unido  | The Hydro                               | Ella Eyre        |
| 18 de abril de 2015  | Newcastle           | Reino Unido  | Metro Radio Arena                       | Ella Eyre        |
| 19 de abril de 2015  | Newcastle           | Reino Unido  | Metro Radio Arena                       | Ella Eyre        |
| 20 de abril de 2015  | Leeds               | Reino Unido  | First Direct Arena                      | Ella Eyre        |
| 22 de abril de 2015  | Mánchester          | Reino Unido  | Manchester Arena                        | Ella Eyre        |
| 23 de abril de 2015  | Mánchester          | Reino Unido  | Manchester Arena                        | Ella Eyre        |
| 24 de abril de 2015  | Mánchester          | Reino Unido  | Manchester Arena                        | Ella Eyre        |
| 26 de abril de 2015  | Birmingham          | Reino Unido  | Barclaycard Arena                       | Ella Eyre        |
| 27 de abril de 2015  | Birmingham          | Reino Unido  | Barclaycard Arena                       | Ella Eyre        |
| 28 de abril de 2015  | Birmingham          | Reino Unido  | Barclaycard Arena                       | Ella Eyre        |
| 30 de abril de 2015  | Nottingham          | Reino Unido  | Capital FM Arena                        | Ella Eyre        |
| 1 de mayo de 2015    | Nottingham          | Reino Unido  | Capital FM Arena                        | Ella Eyre        |
| 3 de mayo de 2015    | Londres             | Reino Unido  | The O2 Arena                            | Ella Eyre        |
| 4 de mayo de 2015    | Londres             | Reino Unido  | The O2 Arena                            | Ella Eyre        |
| 5 de mayo de 2015    | Londres             | Reino Unido  | The O2 Arena                            | Ella Eyre        |
| 7 de mayo de 2015    | Londres             | Reino Unido  | The O2 Arena                            | Ella Eyre        |
| 8 de mayo de 2015    | Liverpool           | Reino Unido  | Echo Arena                              | Ella Eyre        |
| 18 de mayo de 2015   | París               | Francia      | Olympia de París                        | Ella Eyre        |
| 20 de mayo de 2015   | Copenhague          | Dinamarca    | Falkoner Center                         | Ella Eyre        |
| 21 de mayo de 2015   | Oslo                | Noruega      | Sentrum Scene                           | Ella Eyre        |
| 22 de mayo de 2015   | Estocolmo           | Suecia       | Gröna Lund                              | Ella Eyre        |
| 24 de mayo de 2015   | Norwich             | Reino Unido  | Earlham Park                            | Festival         |
| 26 de mayo de 2015   | Hamburgo            | Alemania     | O2 World                                | Ella Eyre        |
| 27 de mayo de 2015   | Oberhausen          | Alemania     | König Pilsener Arena                    | Ella Eyre        |
| 29 de mayo de 2015   | Hannover            | Alemania     | Expo Plaza                              | Ella Eyre        |
| 30 de mayo de 2015   | Berna               | Suiza        | Festhalle                               | Ella Eyre        |
| 31 de mayo de 2015   | Viena               | Austria      | Gasómetros                              | Ella Eyre        |
| 2 de junio de 2015   | Milán               | Italia       | Milán La Fabrique                       | Ella Eyre        |
| 3 de junio de 2015   | Múnich              | Alemania     | Olympiahalle                            | Ella Eyre        |
| 6 de junio de 2015   | Londres             | Reino Unido  | Estadio de Wembley                      | Festival         |
| 7 de junio de 2015   | Amberes             | Bélgica      | Lotto Arena                             | Ella Eyre        |
| 9 de junio de 2015   | Ámsterdam           | Países Bajos | Heineken Music Hall                     | Ella Eyre        |
| 10 de junio de 2015  | Copenhague          | Dinamarca    | Falkoner Center                         | Ella Eyre        |
| Oceanía              |                     |              |                                         |                  |
| 4 de agosto de 2015  | Perth               | Australia    | Perth Arena                             | Anja Nissen      |
| 6 de agosto de 2015  | Brisbane            | Australia    | Brisbane Convention & Exhibition Centre | Anja Nissen      |
| 8 de agosto de 2015  | Melbourne           | Australia    | Margaret Court Arena                    | Anja Nissen      |
| 9 de agosto de 2015  | Adelaida            | Australia    | Adelaide Entertainment Centre           | Anja Nissen      |
| 11 de agosto de 2015 | Sídney              | Australia    | Enmore Theatre                          | Anja Nissen      |
| Europa               |                     |              |                                         |                  |
| 22 de agosto de 2015 | Chelmsford          | Reino Unido  | Hylands House                           | Festival         |
| 23 de agosto de 2015 | Weston-under-Lizard | Reino Unido  | Weston Park                             | Festival         |